# Districtul Kut Khaopun
Kut Khaopun (în thailandeză กุดข้าวปุ้น) este un district (Amphoe) din provincia Ubon Ratchathani, Thailanda, cu o populație de 39.824 de locuitori și o suprafață de 320,0 km².

## Componență
Districtul este subdivizat în 5 subdistricte (tambon), care sunt subdivizate în 73 de sate (muban).
| Nr. | Nume          | În thailandeză | Sate | Locuitori |  |
| --- | ------------- | -------------- | ---- | --------- |  |
| 1.  | Khaopun       | ข้าวปุ้น          | 15   | 9,426     |  |
| 2.  | Non Sawang    | โนนสวาง        | 20   | 10,503    |  |
| 3.  | Kaeng Kheng   | แก่งเค็ง         | 13   | 7,401     |  |
| 4.  | Ka Bin        | กาบิน           | 12   | 5,253     |  |
| 5.  | Nong Than Nam | หนองทันน้ำ       | 13   | 7,241     |  |